# Акино, Корасон
Мари́я Корасо́н Кохуангко-Аки́но (исп. María Corazón Cojuangco-Aquino; 25 января 1933, Паники, Тарлак, Филиппины — 1 августа 2009), также известная как Кори Акино — филиппинский политик и государственный деятель, президент Филиппин с 1986 по 1992 годы, заменила на этом посту Фердинанда Маркоса. Первая женщина-президент в истории Филиппин, мать Бенигно Акино.

## Биография
Родилась в провинции Тарлак в богатой семье смешанного происхождения (филиппинского, китайского и испанского), была одной из шести детей.
В 1948—1953 годах училась в США, где получила квалификацию учителя математики и переводчика с французского. Вернувшись на родину, поступила на юридический факультет филиппинского университета Дальнего Востока.
В 1954 году вышла замуж за Бенигно Акино — сына бывшего председателя Национальной Ассамблеи. Бенигно Акино сделал успешную политическую карьеру — в 1955 году стал мэром города Консепсьон, позднее — губернатором провинции Тарлак, а 1967 году — сенатором. Всё это время Корасон Акино была домохозяйкой, у них родилось пять детей — сын Бенигно Акино III и четыре дочери.
В 1973 году президент Филиппин Фердинанд Маркос, опасаясь исхода будущих президентских выборов, ввёл военное положение и приказал арестовать наиболее видных оппозиционеров — в том числе и Бенигно Акино. Он провёл под арестом семь лет, и в это время стартовала политическая карьера Корасон Акино, начавшаяся с выступлений в поддержку своего мужа и организации парламентской избирательной кампании в 1978 году.
После вмешательства президента США Джимми Картера, сенатор Акино, которого считали единственно способным возглавить и объединить оппозицию маркосовскому режиму, был освобождён из тюрьмы и выслан из страны с семьёй. В 1983 году он попытался вернуться в страну и был застрелен в аэропорту Манилы (позже аэропорт назвали в его честь). Похороны Бенигно Акино собрали самую многолюдную манифестацию в истории страны. Противники Маркоса надели жёлтые ленточки (именно поэтому последующие события называют Жёлтой революцией).

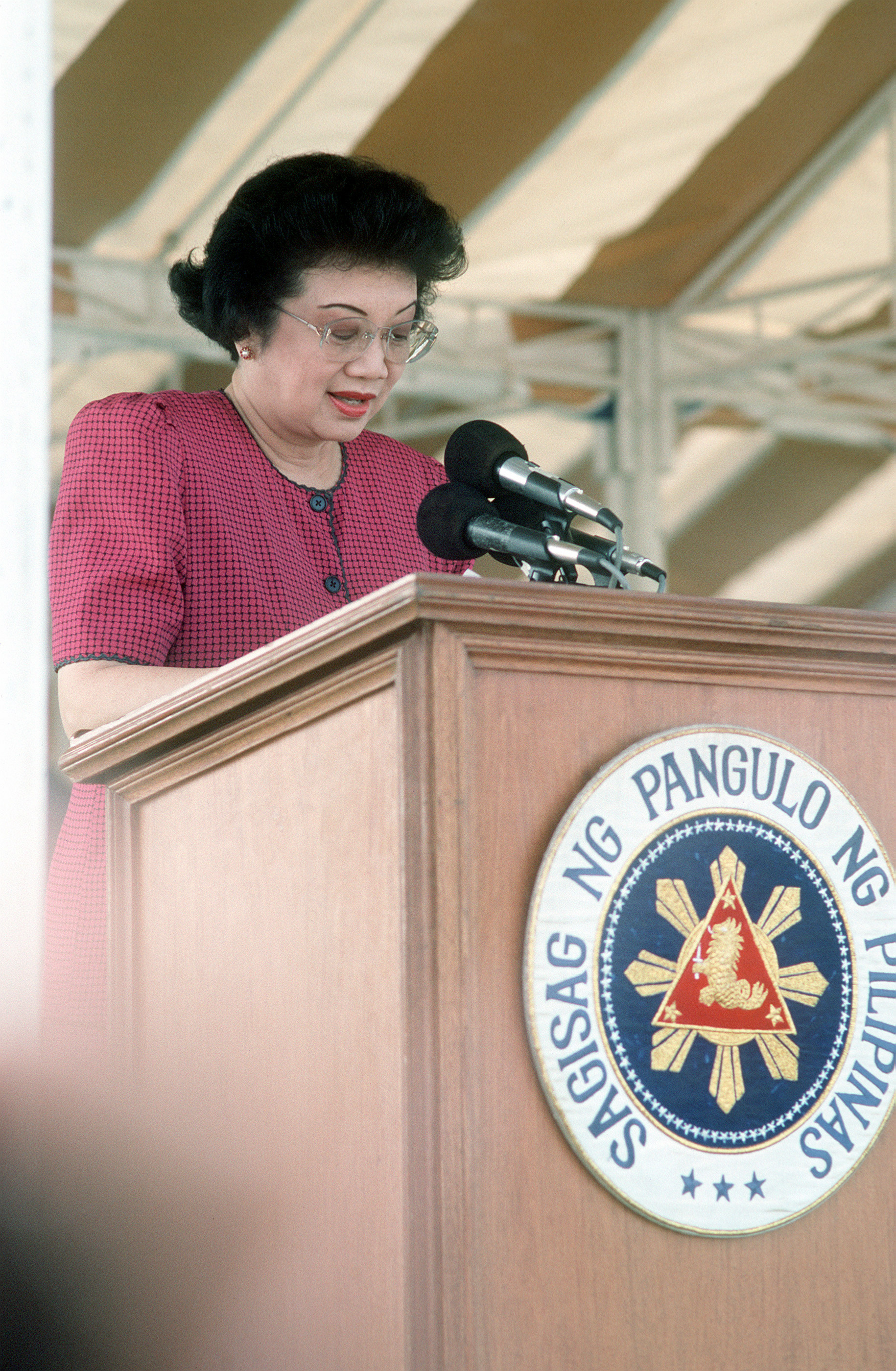
Корасон Акино

## Приход к власти
Корасон Акино после гибели мужа стала одним из лидеров оппозиции. Она стала кандидатом на президентских выборах, которые прошли в феврале 1986 года. Президентская кампания была отмечена насилием и убийствами со стороны властей и завершилась объявлением действующего президента Маркоса победителем. Тем не менее, сторонники Акино не признали этого исхода, и 22 февраля оппозиция, поддержанная министром обороны и заместителем главнокомандующего, вынудила Маркоса уйти в отставку. Попытка его вице-президента Артуро Толентино взять власть в свои руки провалилась — он не нашёл поддержки у военных и населения. Корасон Акино 25 февраля 1986 года вступила в должность президента.
Сразу же после вступления на пост, президент Акино издала Воззвание № 3, установившее временное революционное правительство. В её правление была принята новая конституция Филиппин: сперва она отменила конституцию 1973 года, действовавшую во время военного положения, а также своим декретом ввела временную «Конституцию свободы» 1986 года, действовавшую до ратификации Конституции 1987 года.
Приход к власти Корасон Акино стал символом демократических реформ. Сама Акино была названа «женщиной года» журналом «Time» и номинировалась на нобелевскую премию мира.

### Президентство Корасон Акино
Были проведены законодательные реформы во многих отраслях, в первую очередь в аграрном секторе. 22 февраля 1987 года, через три недели после ратификации новой конституции, крестьяне и сельскохозяйственные рабочие прошли маршем к президентскому мосту, требуя подлинной земельной реформы; морпехи встретили их огнестрельным огнём, убив 12 и ранив 19 человек. Эта трагедия заставила некоторых видных членов кабинета Акино подать в отставку, однако она также подстегнула проведение перераспределения земельных наделов по законодательным актам 1987—1988 годов.
Пытаясь совладать с процветавшим при Маркосе кумовским капитализмом, Корасон Акино вела политику демонтажа картелей, монополий и олигополий, в частности, в сахарной и кокосовой промышленности. Одновременно, чтобы соблюсти бюджетную дисциплину, она занималась дерегулированием и приватизацией многих отраслей экономики. Взвесив разные варианты, Акино приняла непопулярное решение, согласившись выплачивать накопленный её предшественником внешний долг в 28 млрд долларов США. При Акино были обнародованы новые правовые кодексы — Семейный кодекс 1987 года, Административный кодекс 1987 года и Кодекс местного самоуправления 1991 года. Ей также удалось добиться вывода американских военных баз из страны.

### Языковой вопрос в годы правления Акино
Испанский язык был единственным официальным языком страны в 1521—1898 годах, затем одним из трёх официальных наряду с тагальским и английским до 1973 года. В годы правления Корасон испанский язык на Филиппинах практически вышел из употребления и был заменён английским. 
Испанский, однако, продолжал изучаться как обязательный школьный предмет до 1986 года. Акция по возрождению испанского языка в стране началась лишь в 2008 году, когда президентом Филиппин стала Глория Арройо.

## Военные перевороты против Корасон Акино
С учётом того, что обе палаты парламента контролировались её сторонниками, политическая оппозиция не была сильна. Тем не менее, за время правления Акино было совершено несколько попыток военного переворота. В 1986—1987 годах произошло шесть попыток переворота. Самая крупная — шестая — произошла 28 августа 1987 года, в ходе мятежа убито 53 человека и ранено более 200, в том числе ранение получил сын Корасон Акино. В ходе седьмого мятежа в январе 1989 года погибло 99 человек. Однако все эти попытки потерпели неудачу.
Корасон Акино отказалась выставить свою кандидатуру на следующих президентских выборах в 1992 году, президентом стал поддержанный ею кандидат — министр обороны Фидель Рамос. После окончания президентских полномочий она вернулась к частной жизни, однако позже участвовала в событиях революции 2001 года (поддерживая Глорию Макапагал-Арройо против президента Джозефа Эстрады) и в избирательной кампании своего сына в Сенат в 2007 году.
После ухода с политической сцены Корасон Акино отмечена несколькими премиями — в 1996 году ей была вручена премия Уильяма Фулбрайта, журнал «Time» в 1999 году включив её в список 20 самых влиятельных азиатов XX века, а в 2006 году — в список 65 героев Азии.
Её единственный сын Бенигно Акино в качестве кандидата от Либеральной партии получил большинство голосов на выборах президента Филиппин, состоявшихся 10 мая 2010 года.
Скончалась от колоректального рака 1 августа 2009 года. Похоронена в крипте кафедрального собора Манилы.

## Награды
- Орден «За заслуги перед Итальянской Республикой»[7]